# Tukleky (Oslov)
Tukleky jsou vesnice, část obce Oslov v okrese Písek v Jihočeském kraji. Vesnice je situována na silnici mezi osadou Spolí a Oslovem, nedaleko Orlické přehradní nádrže (konkrétně jejího otavského cípu). V roce 2011 zde trvale žilo 51 obyvatel. Rozkládá se na svazích potoka, který jimi protéká a vlévá se do Otavy. Prochází tudy turistická trasa ve směru Písek – Zvíkovské Podhradí.

## Název
Jméno Tukleky poukazuje na osadu založenou na místě „vyklúčeném", tj. vykáceném (lidová etymologie je spojuje s pokleknutím: "tu klekli").

## Historie
Ves je zmiňována již roku 1323. Podle druhého zdroje jsou první zmínky o vesnici již v roce 1268, Tukleky byly majetkem pražského arcibiskupství. V roce 1323 je ves zmiňována jako příslušenství hradu Zvíkova. Roku 1390 byly odprodané dva poslední arcibiskupské lány. Tukleky patřily ke Zvíkovu do roku 1612. V tomto roce byla ves rozdělena, jeden díl připadl Červenému Újezdci, druhý statku v Brlohu. Během třicetileté války ves utrpěla mnohé škody. Berní rula udává v obou částech vsi a dílu Dolních Novosedel pět osazených a osm pustých usedlostí. Statek Červený Újezdec i s Tuklekami byl v roce 1663 připojen k orlickému panství až do konce správy.
Zemědělský areál, který je jihozápadním směrem od vesnice, byl postavený ve druhé polovině 20. století.

## Obyvatelstvo
| Rok            | 1869 | 1880 | 1890 | 1900 | 1910 | 1921 | 1930 | 1950 | 1961 | 1970 | 1980 | 1991 | 2001 | 2011 | 2021 |
| -------------- | ---- | ---- | ---- | ---- | ---- | ---- | ---- | ---- | ---- | ---- | ---- | ---- | ---- | ---- | ---- |
| Počet obyvatel | 341  | 368  | 346  | 293  | 270  | 273  | 233  | 153  | 132  | 128  | 101  | 77   | 59   | 51   | 75   |
| Počet domů     | 36   | 37   | 37   | 37   | 37   | 38   | 43   | 43   | 35   | 35   | 30   | 36   | 40   | 40   | 43   |

## Obecní správa
Při sčítání lidu v letech 1850–1962 Tukleky byly samostatnou obcí v okrese Písek. Od roku 1963 jsou částí obce Oslov v okrese Písek. V letech 1850–1920 k obci patřila Louka.

## Pamětihodnosti
- Severozápadně od vesnice po zelené značce se nachází přírodní rezervace Výří skály u Oslova a více severně pak další rezervace Krkavčina.
- Návesní kaple je zasvěcená Nejsvětější Trojici a byla postavena ve druhé polovině 19. století.[11]
- Před vchodem do kaple se nachází litinový kříž na kamenném podstavci.[7]
- Proti návesní kapli se nalézá památník obětem v první světové války. Na pomníku je uvedený tento nápis: PADLÝM VOJÍNŮM OBCE TUKLEKY 1914–1918. V spodní části pomníku je tento nápis: POSTAVENO PÉČÍ SBORU DOBROVOL. HASIČŮ R. 1926. Dále jsou zde uvedena jména padlých.
- Tukleky byly vyhlášeny roku 1995 vesnickou památkovou zónou.[7]
- Venkovská usedlost čp. 4, která je vedená v Seznamu kulturních památek v okrese Písek se nachází v uličce nad kaplí poblíž návsi. Patrový klasicistní dům byl postaven mezi roky 1830–1850. V přízemí a v patře se nachází černé kuchyně. Na východní straně dvora se nachází patrové hospodářské budovy. Mezi domem a sýpkou je klenutá brána s brankou.[6]
- U usedlosti čp. 18, která je na východní straně návsi se nachází patrová sýpka údajně z 18. století.[7] Přístup na sýpku je po dřevěné pavlači.[7]
- Zástavba ve vsi je převážně z 2. pol. 19. století a z počátku 20. století. Starší je dům č. 15 a brána u venkovské usedlosti čp. 14. Neorenesanční dům čp. 19 na východní straně návsi má bohatě zdobený křídlový štít. Podobně je zdobený i štít u sýpky, ta je s domem spojena klenutou branou. Dům čp. 2 je zdobený štukovým dekorem. V domě čp. 16 se ve světnici dochoval trám s datací 1781, který sem byl zřejmě přenesený ze zaniklé roubenky. Domy čp. 9, čp. 14, čp. 18, čp. 38 a místní kovárna mají zachovanou štukovou výzdobu. V roce 1928 byl postavený výměnek u usedlosti čp. 16.[7]

## Zajímavost
V obci Tukleky v čp. 30 se 27. listopadu 1872 narodil František Novák, jenž se později vystěhoval do Chicaga v Illinois v USA. Jeho syn Joseph Albert Novak (1898–1987) byl otcem americké filmové a televizní herečky a malířky Kim Novak.

## Galerie

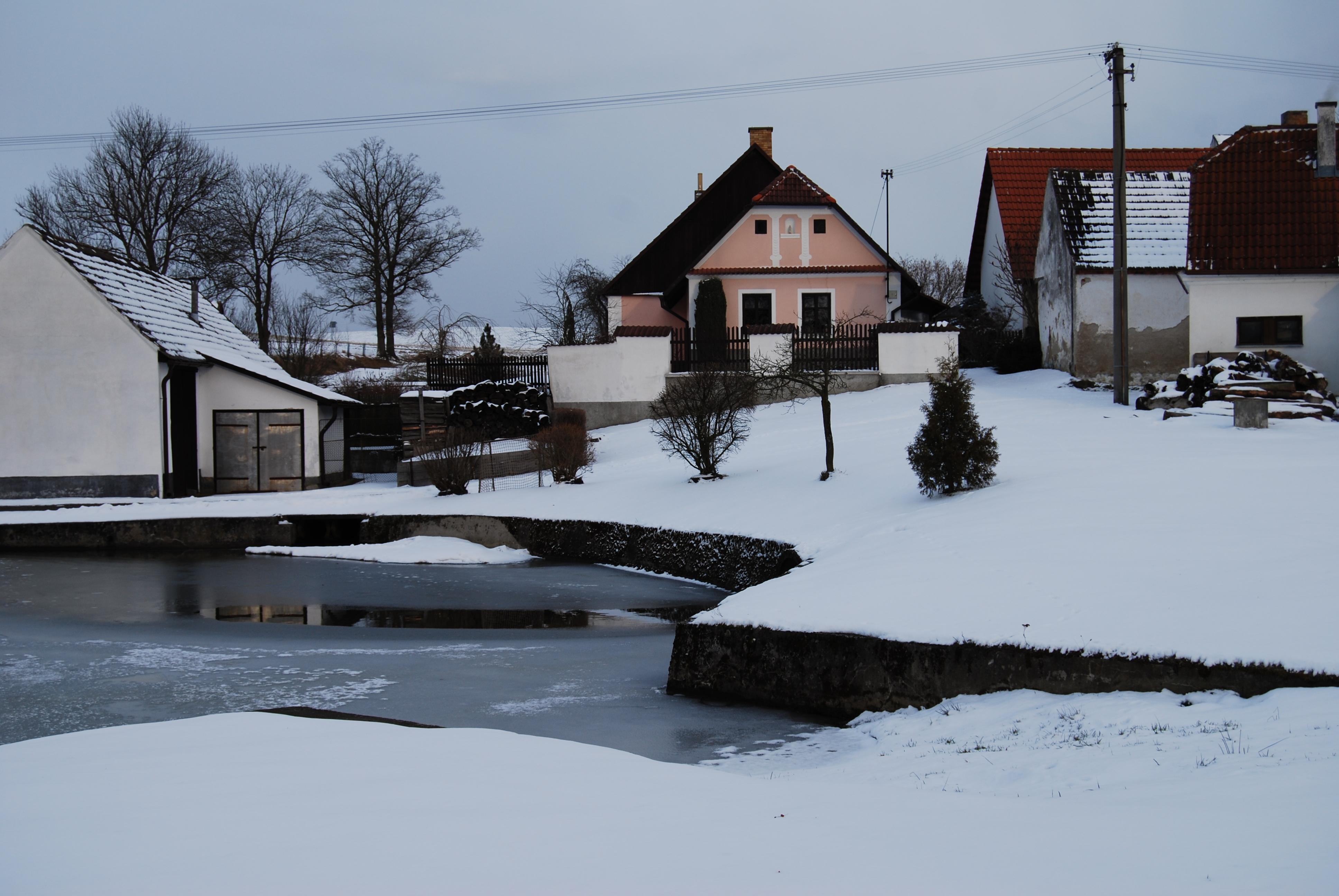
Pohled na část vsi
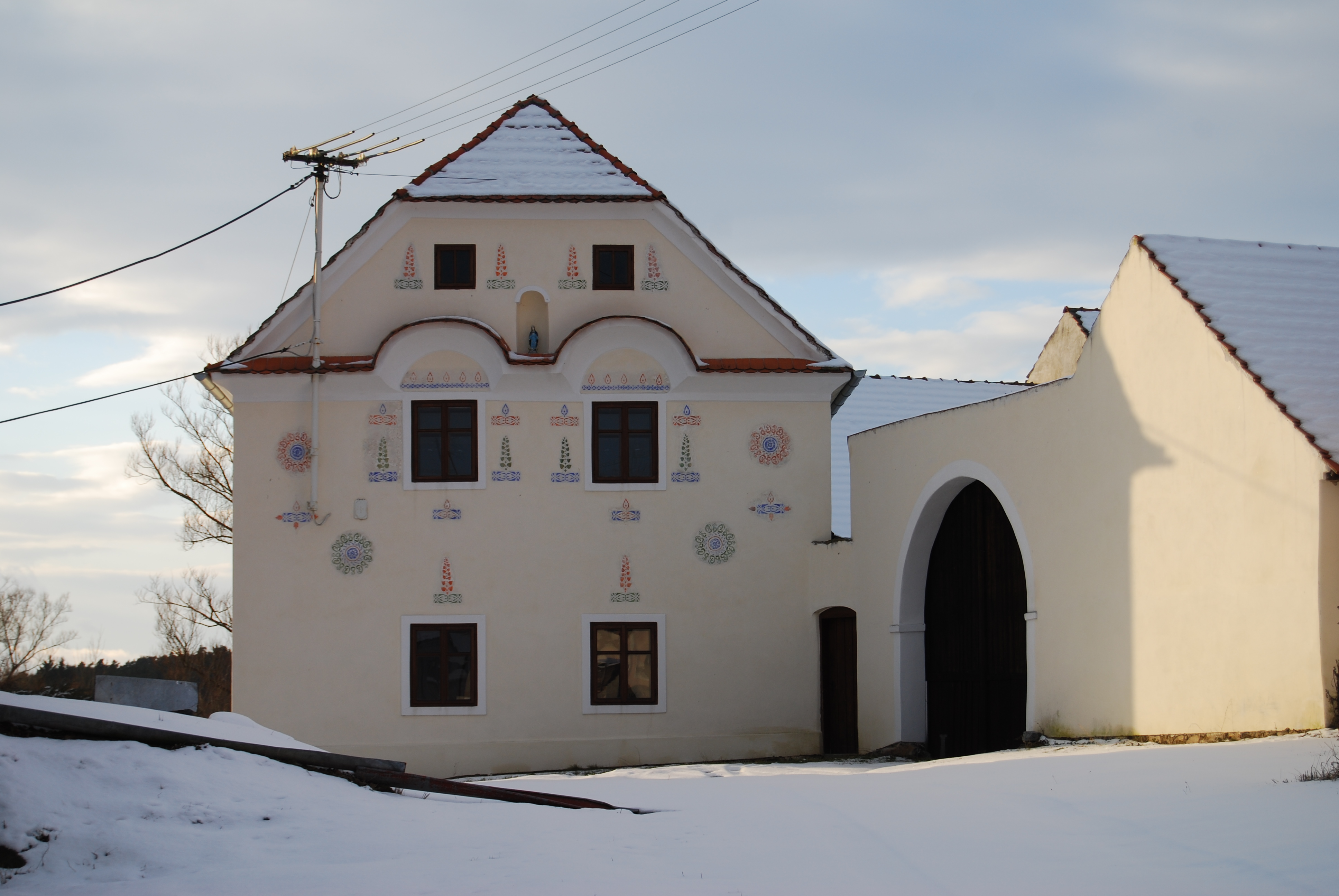
Usedlost čp. 4
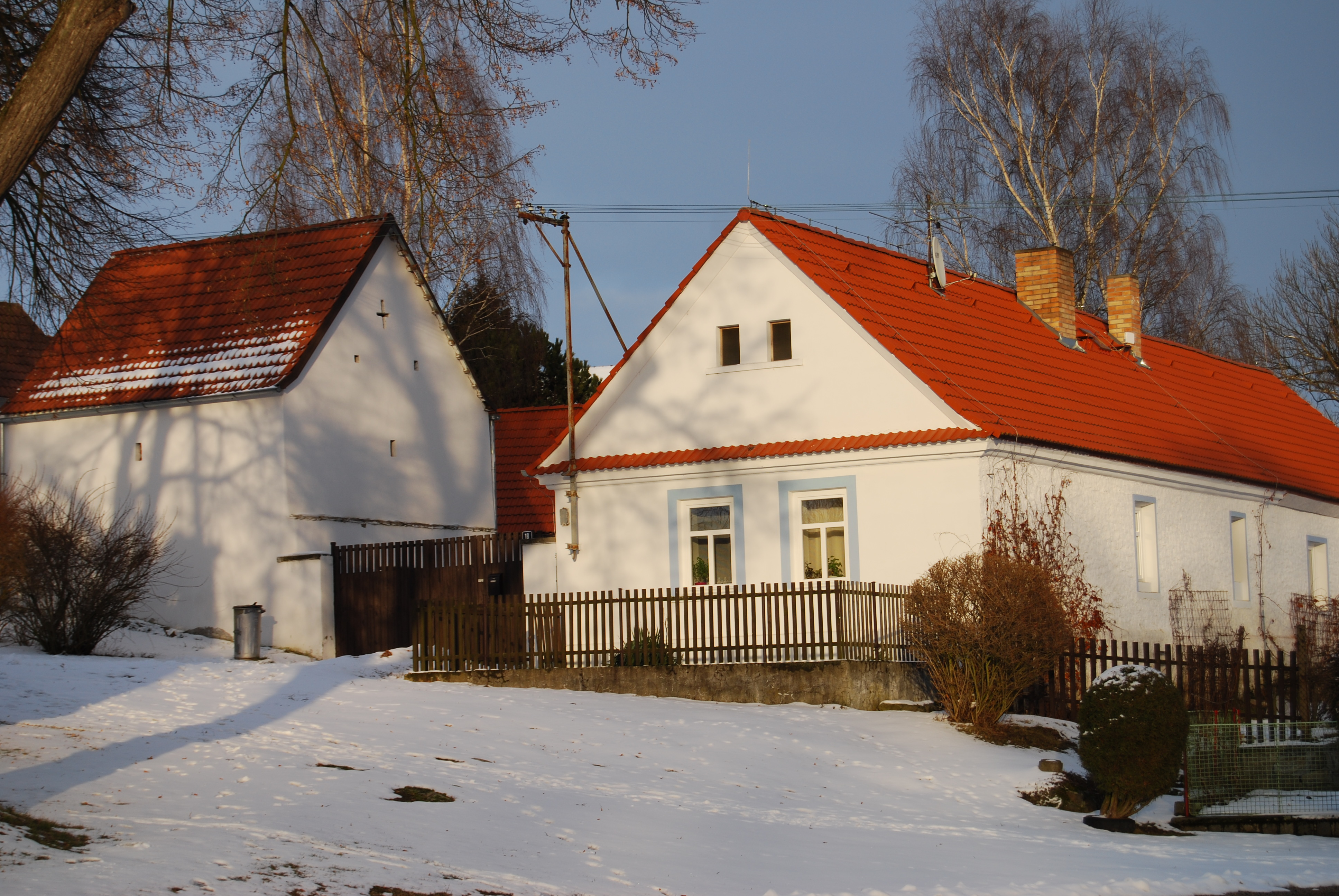
Archaická sýpka u čp. 18
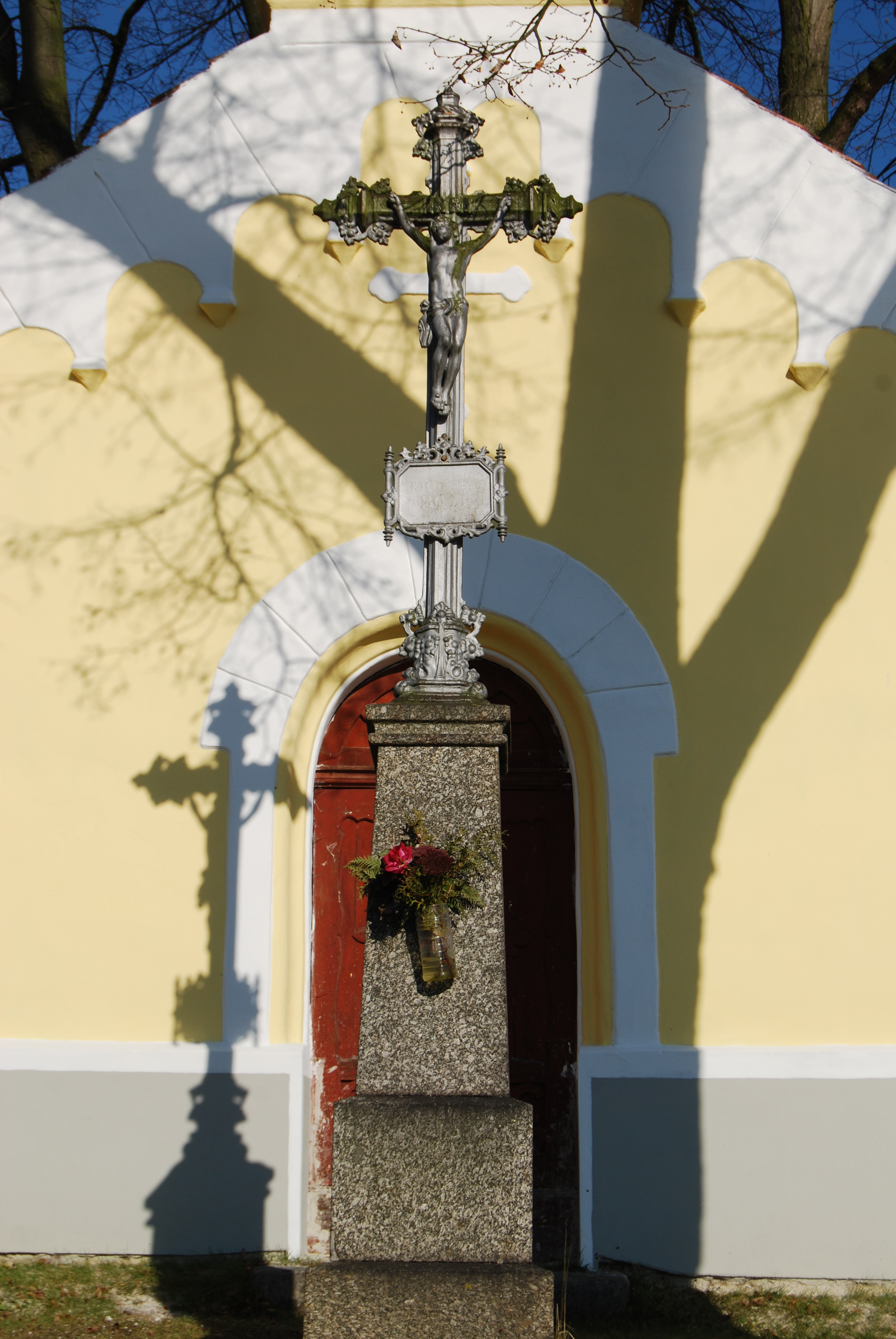
Detail kříže před návesní kaplí
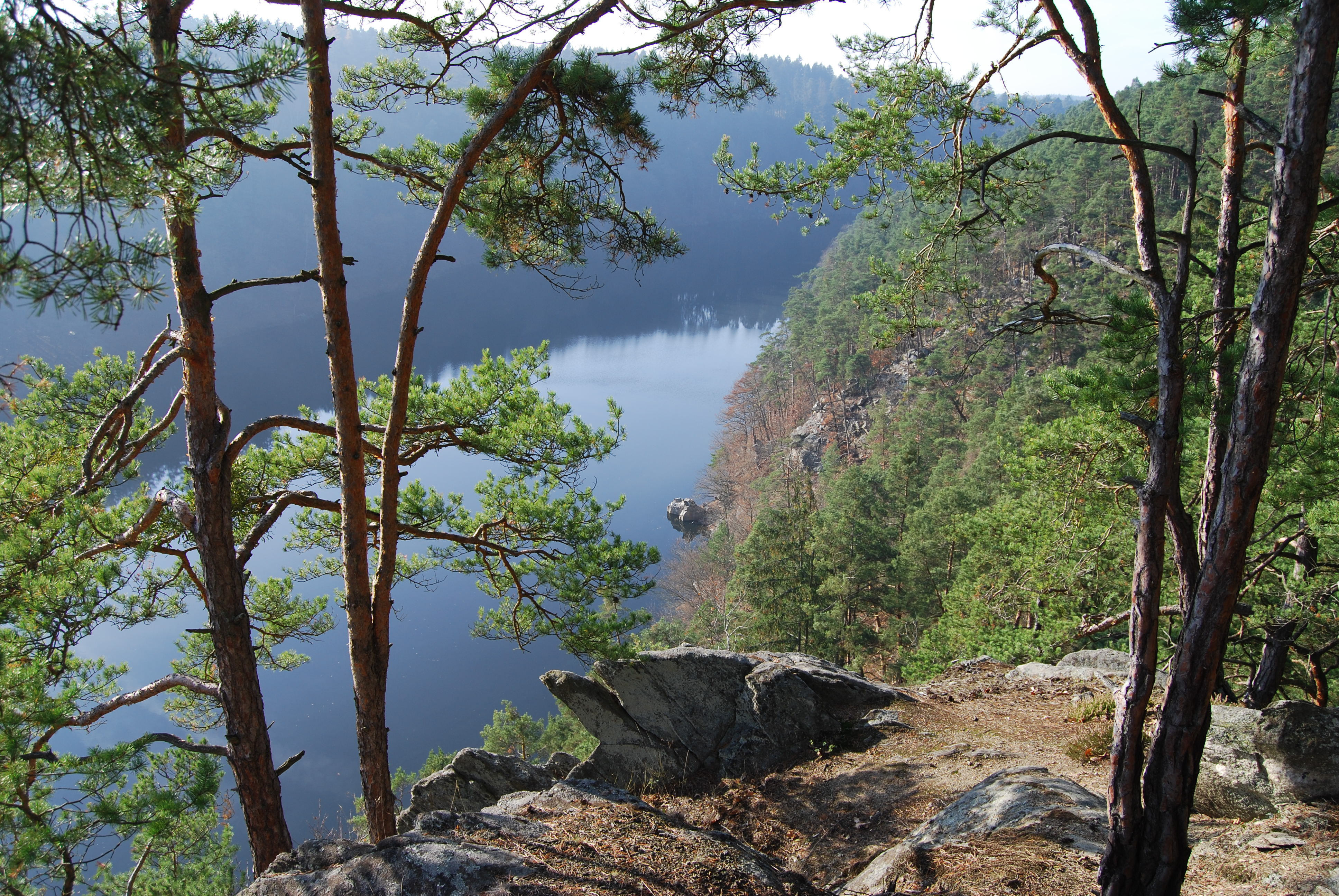
Pohled z vyhlídky z přírodní rezervace Výří skály